# Чернишов Федір Іванович
Федір Іванович Чернишов (8 червня 1902, місто Ярославль, тепер Російська Федерація — 7 квітня 1977, місто Москва) — радянський діяч, політпрацівник, контр-адмірал, 2-й секретар Якутського обласного комітету ВКП(б). Депутат Верховної Ради СРСР 1-го скликання (1941—1946).

## Біографія
Народився в родині робітника-набивача тютюнової фабрики.
У листопаді 1915 — вересні 1917 року — ставильник Ярославської текстильної фабрики Карзінкіних. З вересня 1917 по січень 1918 року — учень ливарника Ярославського чавуномідноливарного заводу Товариства Якобсона, лівшиця і Ко. З січня 1918 по жовтень 1920 року — учень машиніста на Ярославському хімічному заводі «Лакофарба-2». У 1919 році вступив до комсомолу.
У жовтні 1920 — листопаді 1921 року — курсант піхотної школи Ярославського військового округу РСЧА.
З листопада 1921 по січень 1923 року — помічник машиніста на Ярославському хімічному заводі «Лакофарба-2».
З лютого 1923 по грудень 1924 року — червонофлотець Чорноморського морського флоту в Севастополі. У 1924 закінчив машинну школу Чорноморського флоту в Севастополі. З грудня 1924 по грудень 1925 року — старший машиніст міноносця «Лазо» ВМС Далекого Сходу в місті Владивостоці. З грудня 1925 по жовтень 1926 року — старший машиніст Амурської військової флотилії в Хабаровську.
Член ВКП(б) з жовтня 1926 року.
З жовтня 1926 по серпень 1929 року — помічник машиніста на Ярославському хімічному заводі «Лакофарба-2».
У серпні 1929 — грудні 1931 року — студент комуністичного вузу в місті Іваново-Вознесенську.
З грудня 1931 по травень 1933 року — завідувач відділу культурно-просвітницької роботи Рибінського міського комітету ВКП(б) Івановської промислової області.
З травня 1933 по грудень 1935 року — завідувач кафедри, з грудня 1935 по вересень 1936 року — викладач діалектичного матеріалізму в Московському авіаційному інституті. У 1936 році закінчив заочно два курси Інституту червоної професури в Москві.
У вересні 1936 — жовтні 1937 року — викладач курсів марксизму-ленінізму при Якутському обласному комітеті ВКП(б).
З жовтня 1937 по липень 1938 року — заступник завідувача, з липня 1938 по лютий 1939 року — завідувач відділу агітації і пропаганди Якутського обласного комітету ВКП(б).
З лютого 1939 по серпень 1941 року — 2-й секретар Якутського обласного комітету ВКП(б).
29 серпня 1941 року рішенням Якутського обласного комітету ВКП(б) відправлений у розпорядження Головного управління партійної пропаганди (ГУПП) Військово-морського флоту. У вересні — жовтні 1941 року — слухач курсів політпрацівників Головного політуправління ВМС СРСР в Москві.
З жовтня 1941 по жовтень 1945 року служив на Північному флоті. У жовтні 1941 року — начальник політичного відділу охорони водного району. У жовтні 1941 — лютому 1942 року — інспектор політичного управління Північного флоту. З лютого по серпень 1942 року — начальник політичного відділу Мурманського укріпрайону. З серпня 1942 по лютий 1943 року — начальник політичного відділу берегової оборони Головної бази флоту. У лютому — листопаді 1943 року — заступник начальника політвідділу Північного оборонного району. У листопаді — грудні 1943 року — начальник політичного відділу Йоканьгської військово-морської бази. З грудня 1943 по липень 1944 року — начальник політичного відділу Червонопрапорної бригади підводних човнів. З липня 1944 по жовтень 1945 року — заступник начальника політичного управління Північного флоту.
У жовтні — листопаді 1945 року — в розпорядженні Головного політичного управління ВМФ. У жовтні 1945 — жовтні 1946 року — заступник з навчальної частини начальника Вищих військово-політичних курсів ВМФ. З листопада 1946 по березень 1950 року — начальник відділу Управління пропаганди і агітації Головного політичного управління Радянської армії і Військово-морського флоту. З березня 1950 по травень 1953 року — заступник начальника Управління пропаганди і агітації Головного політичного управління ВМС Військово-морського міністерства СРСР. З травня 1953 по жовтень 1956 року — заступник начальника Управління пропаганди і агітації Головного політичного управління Радянської армії і ВМФ Міністерства оборони СРСР.
З жовтня 1956 по жовтень 1960 року — головний редактор журналу «Пропагандист і агітатор» Головного політуправління Радянської армії і ВМФ. У жовтні 1960 — лютому 1961 року — в розпорядженні Головного політичного управління Радянської армії і ВМФ.
З 14 лютого 1961 року — в запасі через хворобу, персональний пенсіонер у Москві.
Похований на Кунцевському цвинтарі Москви.

## Звання
- контр-адмірал (27.01.1951)

## Нагороди
- два ордени Червоного Прапора (1945, 1956)
- орден Нахімова ІІ ст. (1945)
- орден Вітчизняної війни І ст. (1944)
- орден Вітчизняної війни ІІ ст. (1943)
- орден Червоної Зірки (1953)
- медалі